# 23758 Guyuzhou
23758 Guyuzhou è un asteroide della fascia principale. Scoperto nel 1998, presenta un'orbita caratterizzata da un semiasse maggiore pari a 2,3374349 UA e da un'eccentricità di 0,1365963, inclinata di 6,05324° rispetto all'eclittica.